# П'єта
П'єта, Пієта (італ. Pietà — жалість) — іконографія сцени Оплакування Христа Богородицею із зображенням Богоматері з мертвим Христом, що лежить у неї на колінах.
Цей іконографічний тип часто трапляється в західноєвропейському мистецтві XIII–XVII століть. Серед найвідоміших - П'єта (Мікеланджело), П'єта (картина Тіціана), П'єта Козімо Тура, П'єта (картина Ван Гога).

## Галерея

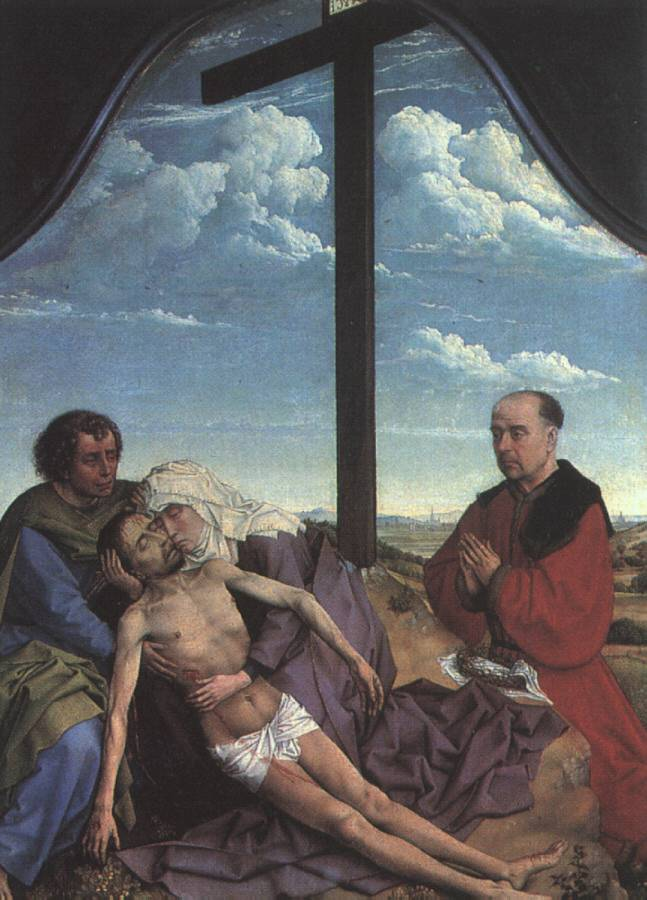
П'єта. Рогір ван дер Вейден, музей Прадо (1450)
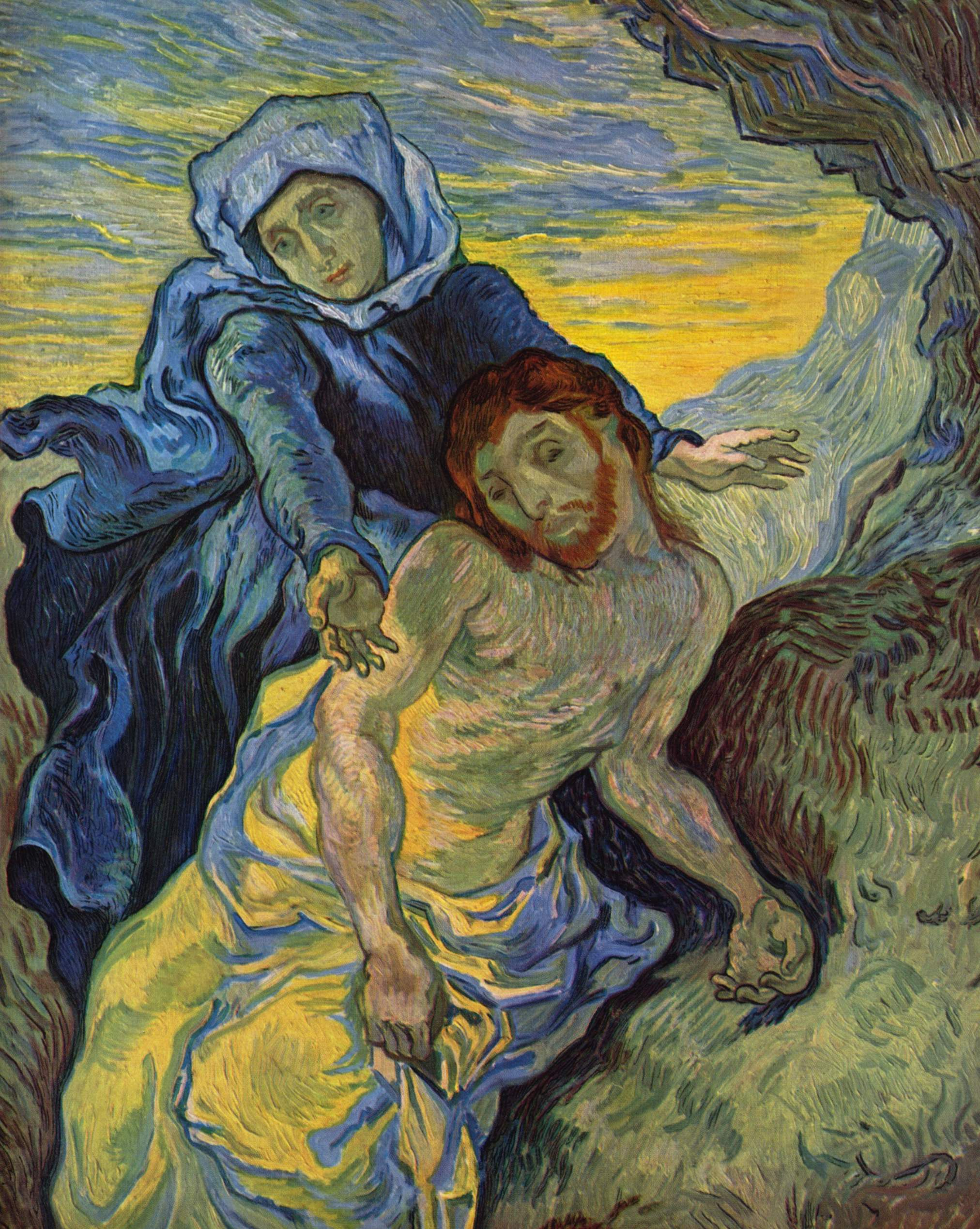
П'єта. Вінсент ван Гог, музей ван Гога (1889)
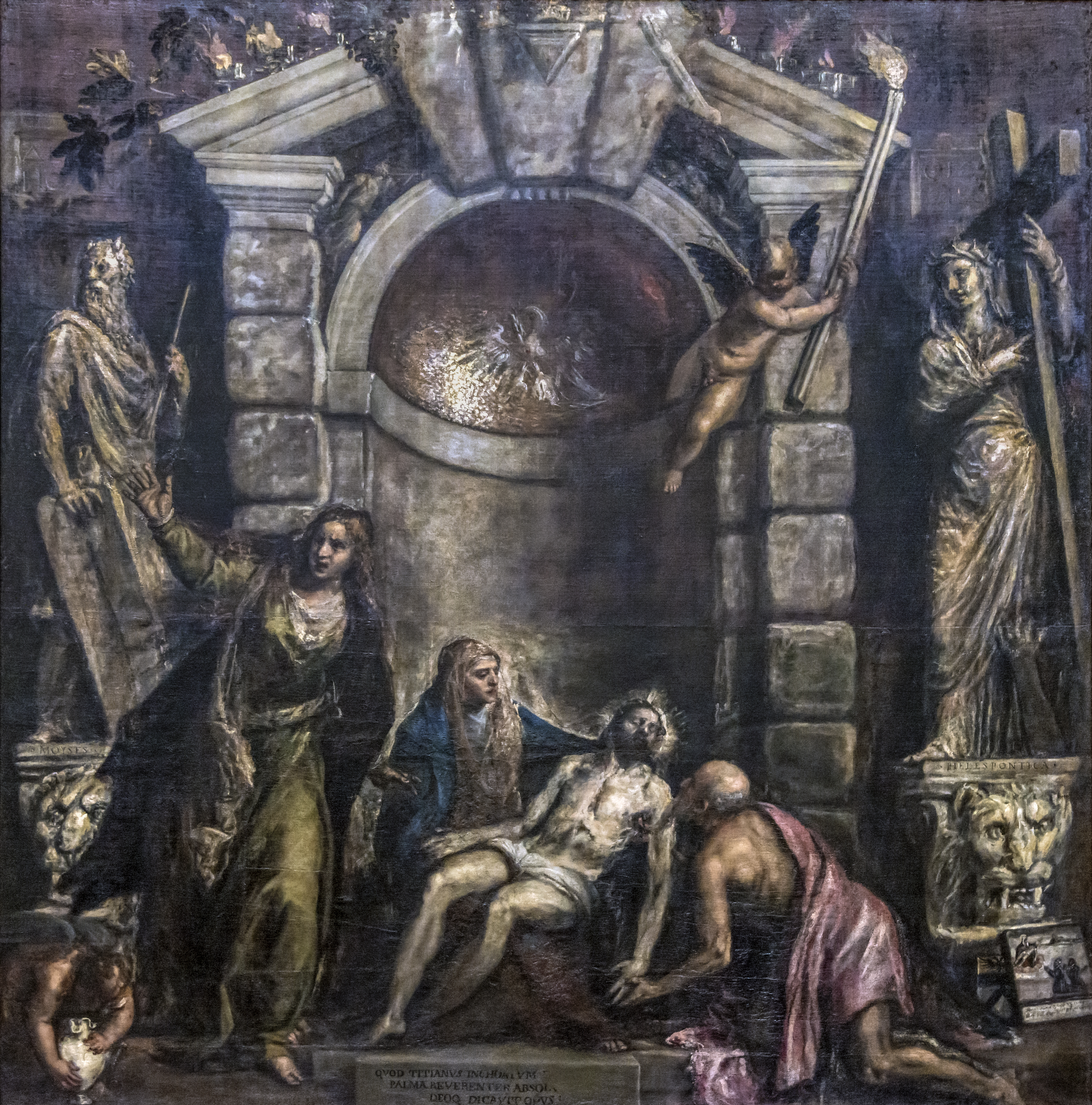
П'єта. Тіціан Вечелліо, Галерея Академії (Венеція) (між 1575 та 1576 рр.)
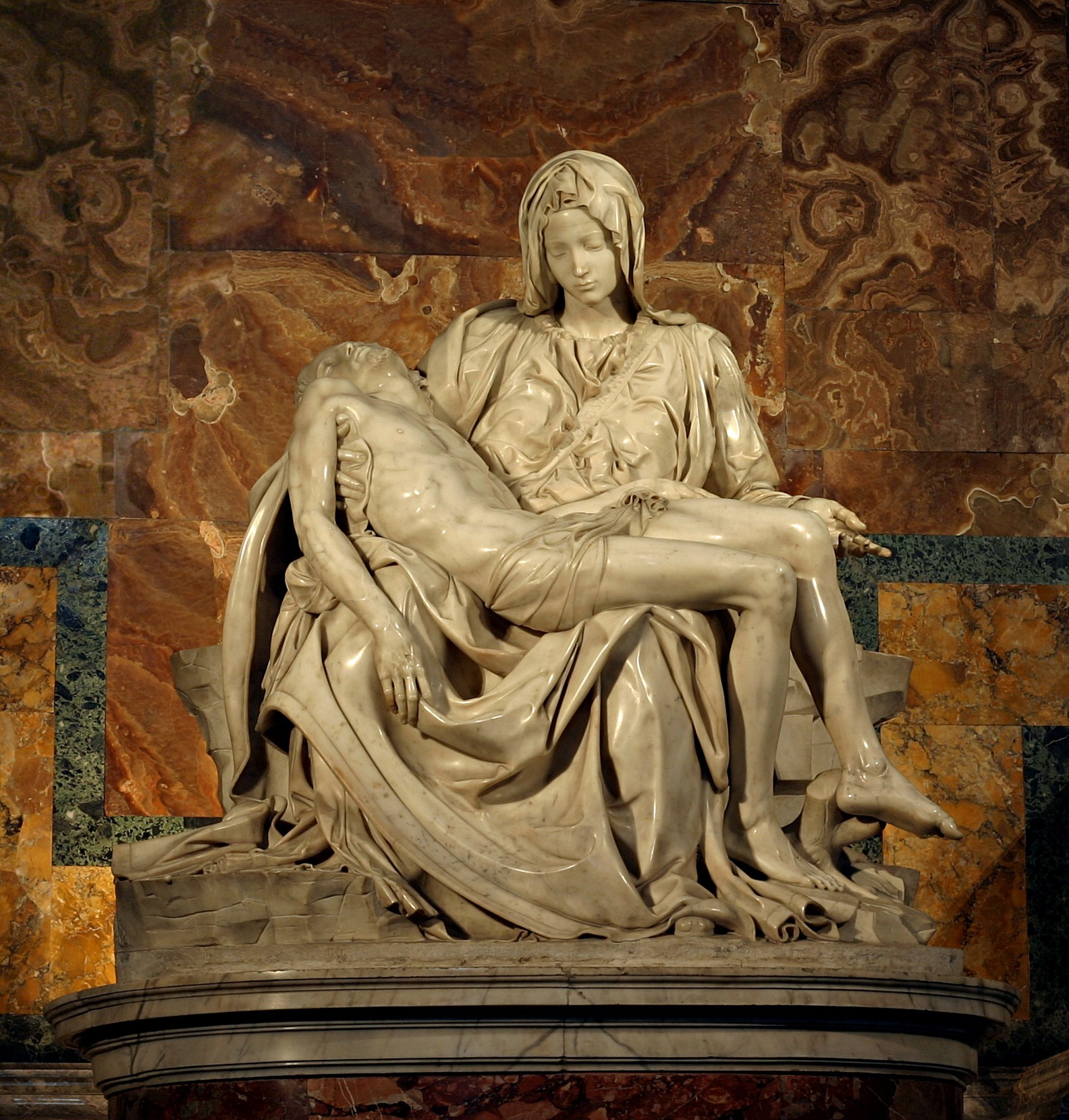
П'єта. Мікеланджело Буонарроті, Собор Святого Петра (бл. 1499)

## У православ'ї
У православ'ї відома іконографічна композиція «Не ридай Мене, Мати», що представляє Христа у гробі, поруч з яким Богоматір. Однією з головних відмінностей «П'єти» і «Не ридай Мене, Мати» на думку фахівців, є духовне наповнення.